# Steinbrüche von Dossenheim

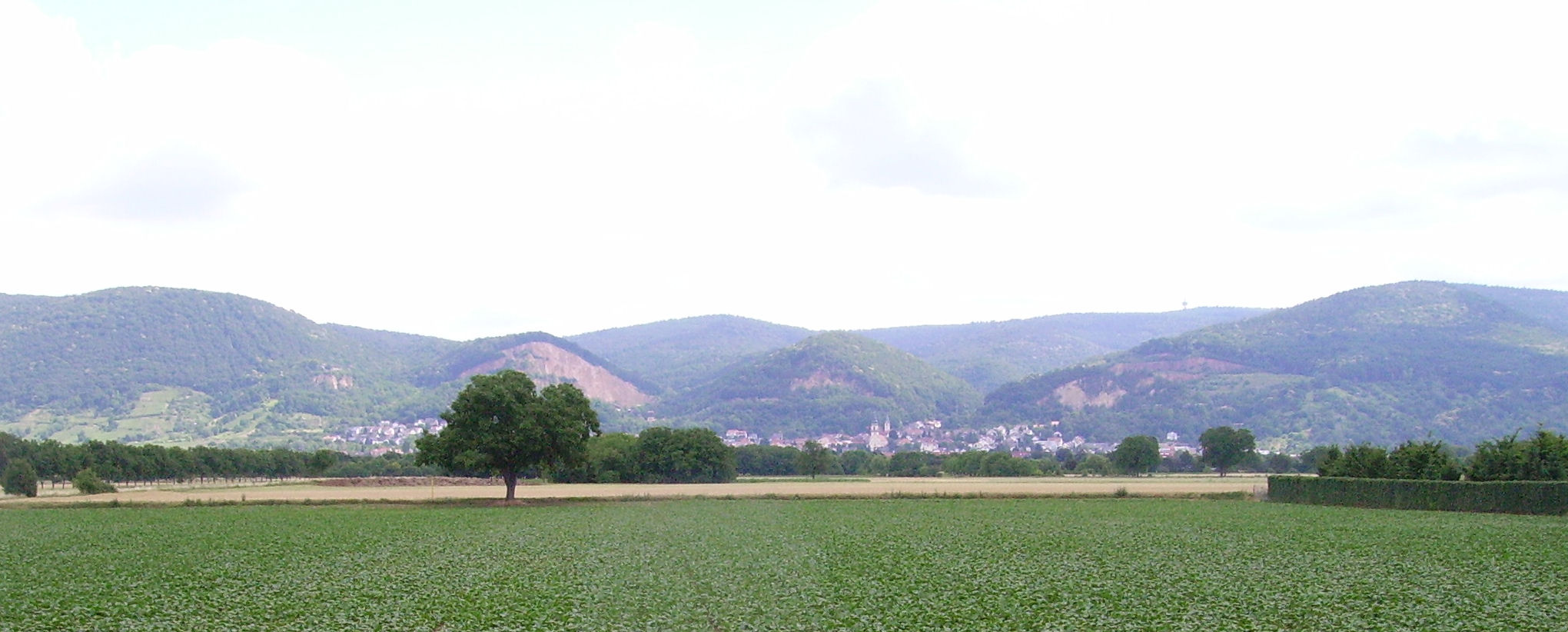
Alle Dossenheimer Steinbrüche von Westen her gesehen, links ist Norden

Die Steinbrüche von Dossenheim liegen am Westabfall des Odenwaldes zur Oberrheinischen Tiefebene östlich des Dorfes Dossenheim. Es sind vier Haupt- und mehrere Nebenbrüche, in denen der Abbau meist im 19. Jahrhundert begann und überwiegend im 20. nacheinander eingestellt wurde; die letzten Arbeiten endeten 2002. Die Brüche wurden zuletzt von zwei großen Unternehmen betrieben. In ihrer Geschichte prägten die Steinbrüche die Gemeinde Dossenheim stark. In einem von ihnen sind alte Anlagen heute teilweise öffentlich begehbar.

## Lage
Die Steinbrüche liegen auf einer Länge von knapp zwei Kilometern über dem hier durch die Bachläufe von Mantelbach, Brenkenbach und Dossenheimer Mühlbach zertalten Westabfall des Odenwaldes in einer Höhe zwischen etwa 170 und über 290 m ü. NN. Die erste Reihe der sichtbaren Gipfel des Mittelgebirges im Osten erreicht im Hohen Nistler mit 496 m ü. NN ihre größte Höhe. Vor ihr liegt im Westen das Dorf Dossenheim etwa zwischen 110 und 180 m ü. NN, dessen Siedlungsgebiet an vielen Stellen nur wenige Schritte von den Steinbrüchen entfernt ist. Wegen ihrer beachtlichen Größe und ihrer weithin sichtbaren hohen gelben Abbaukanten prägen die Brüche das Erscheinungsbild der südlichen Bergstraße, im Norden schließt sich der Steinbruch Schriesheim an. Von Norden nach Süden folgen aufeinander:
- Schlossbruch, am Südsporn des Ölbergs unter den Resten der Ruine Schauenburg, nördlich des Mantelbach-Einschnitts, Abbau 1891–ca. 1929. Lage
- Bruch am Sporenberg („Vatterbruch“/„Hauptbruch“), am Bergausläufer Sporenberg zwischen Mantelbach- und Brenkenbach-Taleinschnitt, Abbau 1834–2002. Lage
- Bruch am Kirchberg, an der Spornspitze des Kirchbergs zwischen Brenkenbach- und Mühlbach-Tal, Abbau seit ca. 1760 bis in die 1950er Jahre. Lage
- Bruch am Hohen Nistler („Leferenzbruch“), am Westausläufer des Hohen Nistlers südlich des Mühlbach-Einschnitts, Abbau 1883–1985. Lage

Daneben gibt es noch ein paar kleinere Nebenbrüche.
Zwischen Dossenheim und dem Heidelberger Stadtteil Handschuhsheim im Süden liegt schon auf dessen Gemarkung im Höllenbachtal ein weiterer kleiner Steinbruch. Lage 

## Vorkommen
In allen Dossenheimer Steinbrüchen wurde Rhyolith (ältere Bezeichnung: Quarzporphyr), ein Porphyrgestein, abgebaut. Dieses entstand dort im Perm vor etwa 290 Millionen Jahren, als es in der Region noch regen Vulkanismus gab. Die Porphyrschicht ist teilweise über 150 Meter mächtig.
Der Dossenheimer Rhyolith ist teilweise reich an großen Quarzkristallen und teilweise arm an Einsprengseln. Porphyr wird als Schotter im Straßen- und Eisenbahnbau verwendet. Durch die Abkühlung des Gesteins nach den Ausbrüchen und die damit einhergehende Volumenverringerung kam es zu vielen Rissen und Klüften im Gestein, die heute noch zu sehen sind.
Bei der Genese von Porphyr entsteht außerdem häufig Granit, dieser ist allerdings im Bereich Dossenheims tief abgesunken und hat in der Steinbruchindustrie des Ortes nie eine Rolle gespielt.

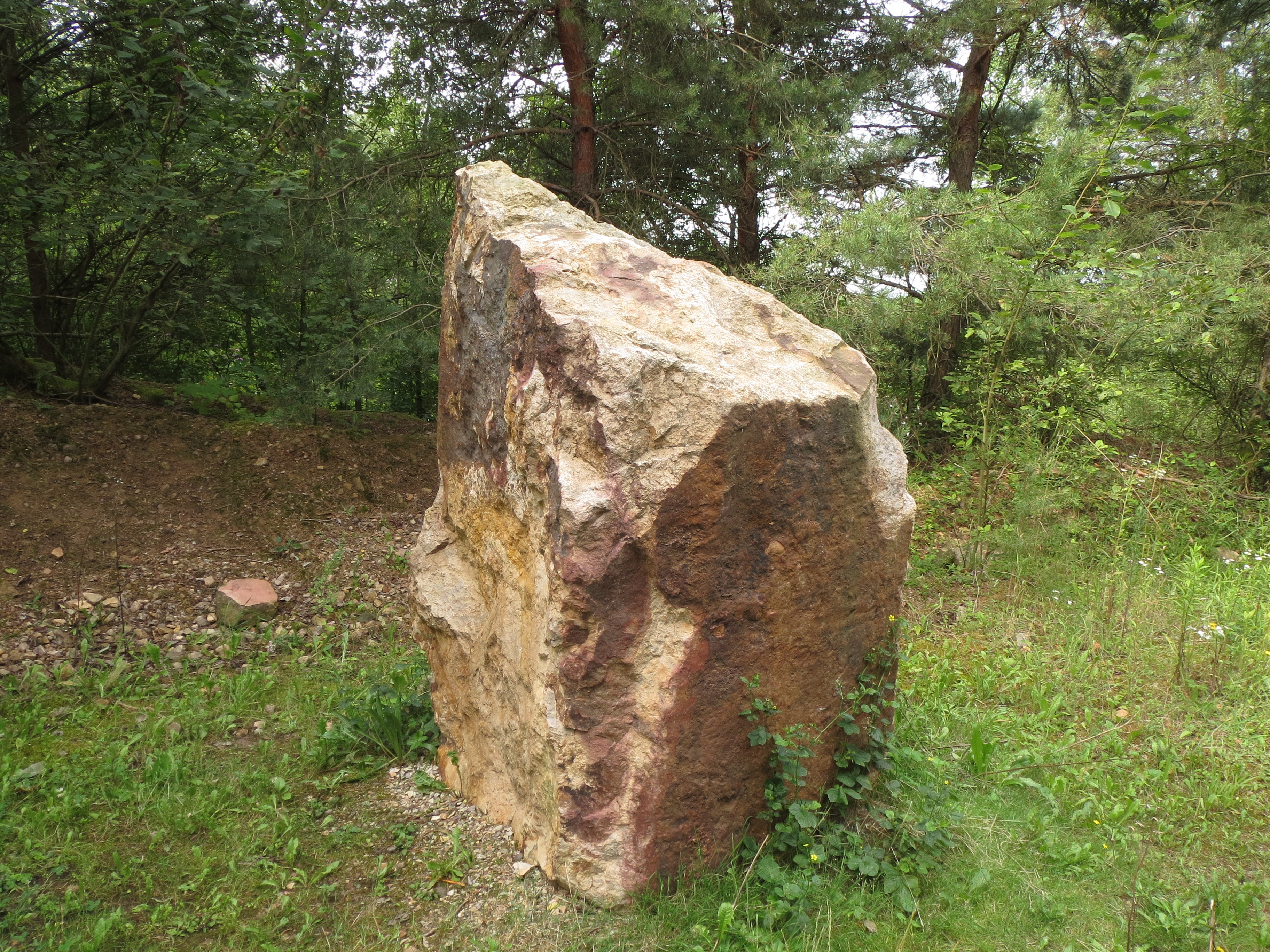
Ein Porphyrbrocken im Steinbruch Leferenz, dieses Gestein wurde abgebaut.
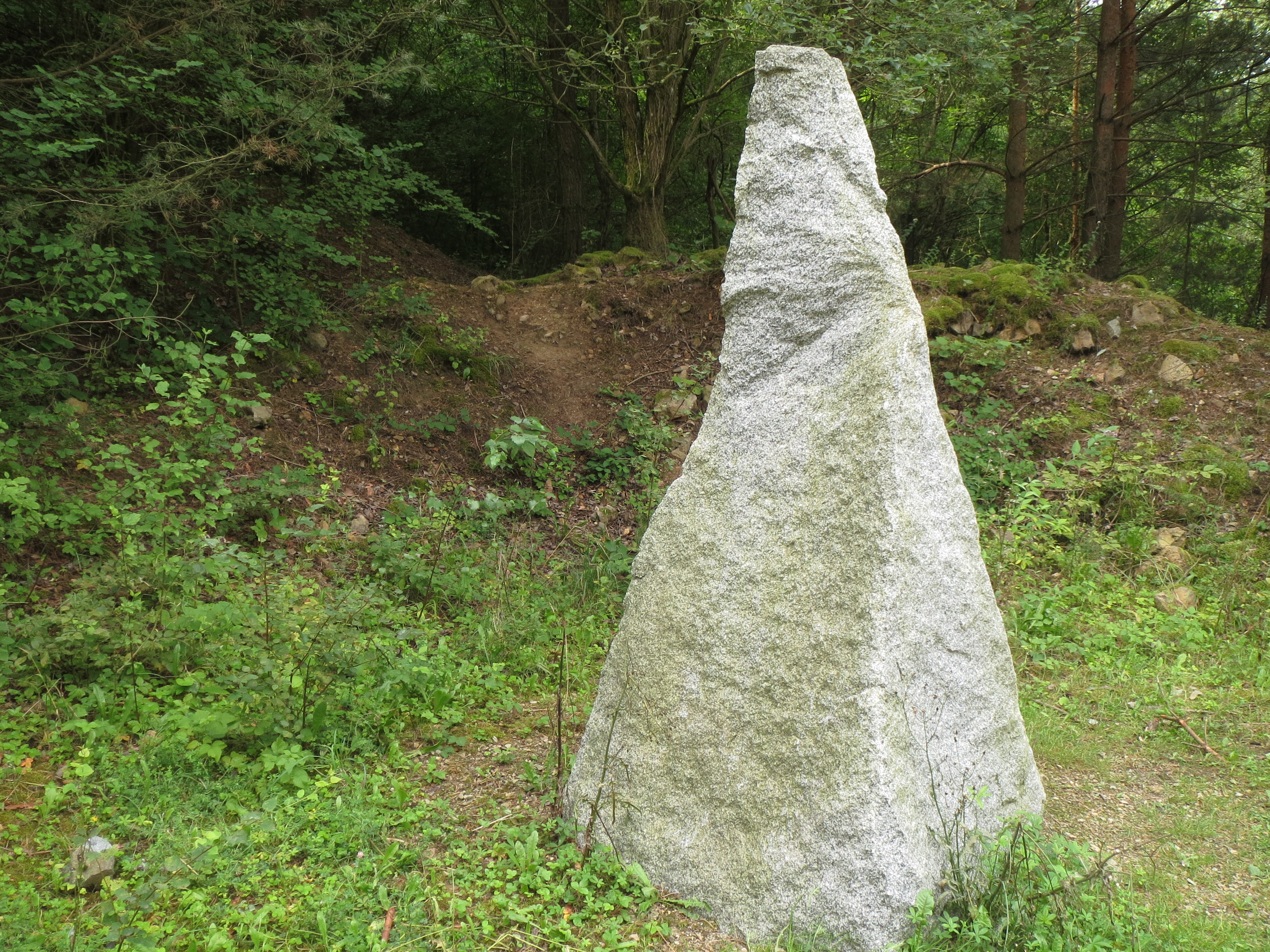
Daneben ein Granitbrocken, beides entstand zur ungefähr selben Zeit, Granit wurde jedoch nicht abgebaut.

## Geschichte

### Anfänge

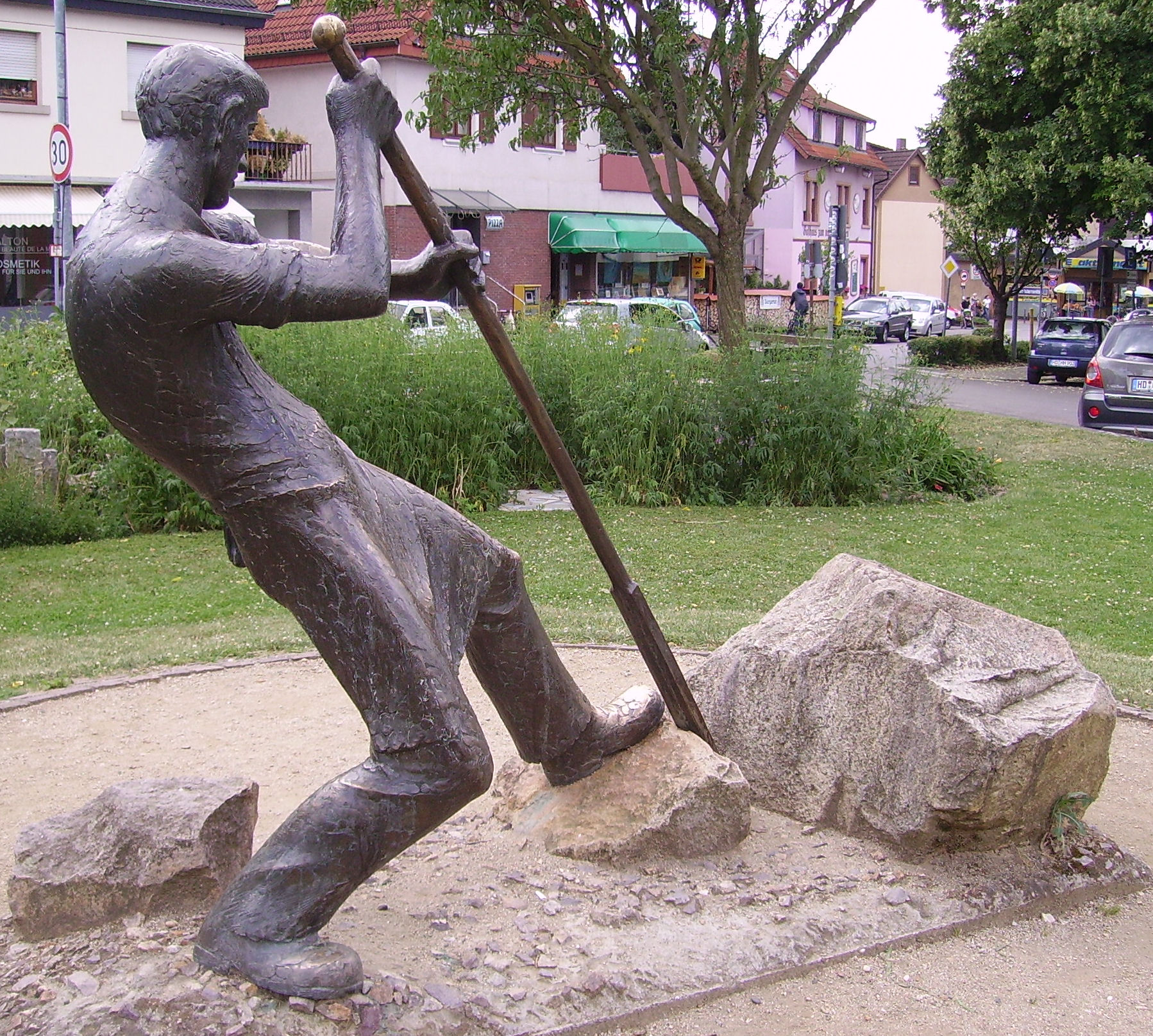
Steinbrecher-Denkmal von Robert Heckl, das die einstige Bedeutung der Steinbruchindustrie hervorheben soll

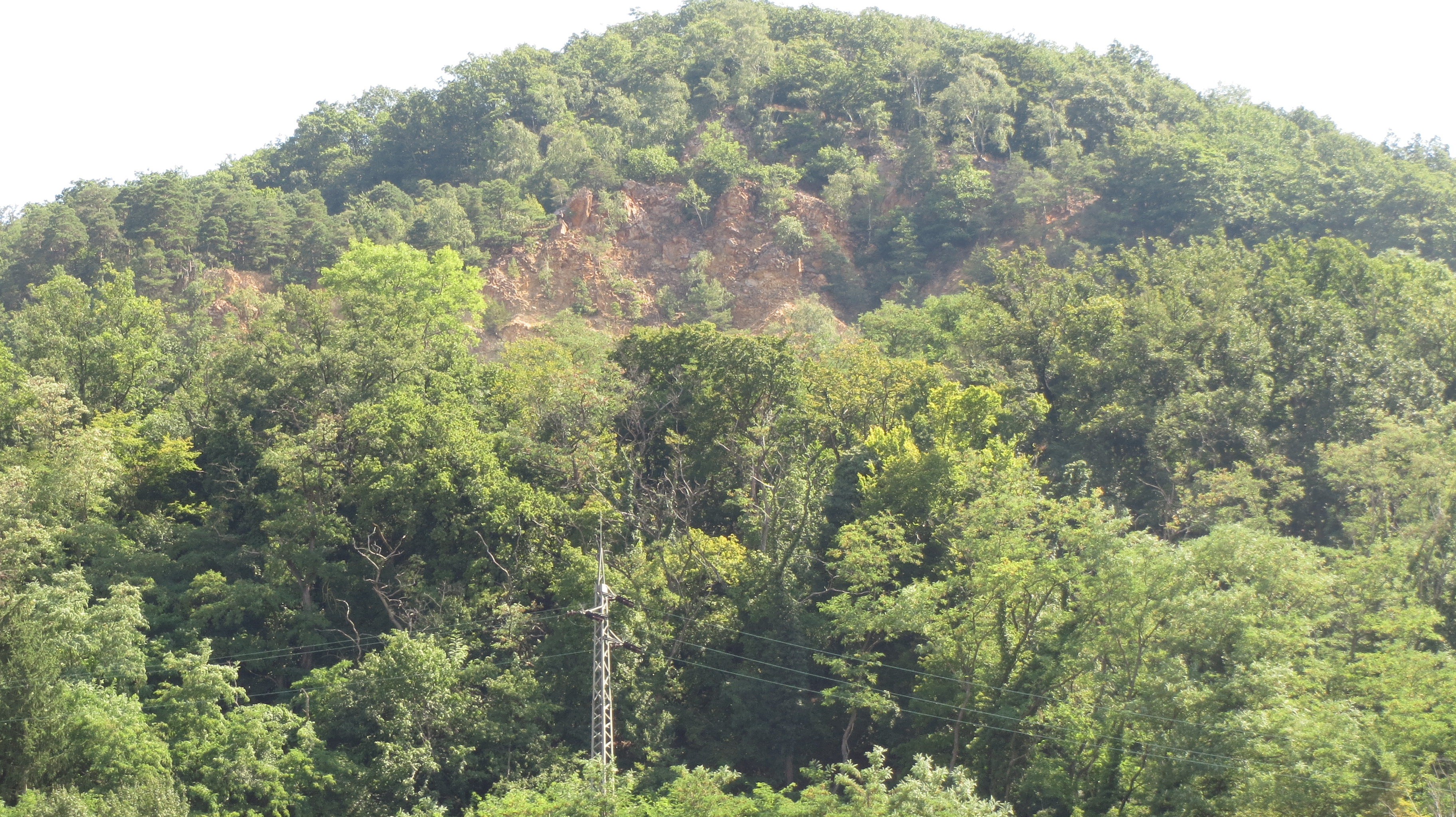
Der Bruch am südwestlichen Kirchberg, der älteste Dossenheimer Steinbruch

Die Geschichte des Porphyrabbaus in Dossenheim reicht bis in die zweite Hälfte des 18. Jahrhunderts zurück, so wurde der Abbau erstmals im Jahr 1760 erwähnt. In dieser Anfangszeit wurde meist zum Nebenverdienst auf privater Basis Gestein gebrochen. Bevorzugte Stelle hierfür war der westliche Hang des Kirchbergs, der vom Ort aus leicht erreichbar ist.
Der Porphyr wurde vor allem im Straßenbau verwendet und mit dem Bau von Eisenbahnen auch dort. Der Dossenheimer Porphyr ist aufgrund seiner chemischen Zusammensetzung sehr widerstandsfähig und damit gut für den Unterbau und die Schotterherstellung geeignet. Der Steinabbau nahm deshalb langsam und stetig zu, so dass die Gemeinde 1813 erstmals versuchte, mit der Einführung eines Wegegeldes selbst daraus Einnahmen zu erzielen. Ab 1834 wurde dann in kommunaler Verwaltung weiteres Gelände aufgeschlossen und zum Gesteinsabbau verpachtet. In den folgenden Jahren verzeichnete die Steinhauerei einen raschen Aufstieg. 1840 wurde das Gewerbe erstmals in einer Gemeinderechnung erwähnt, wobei vor allem der Transport des gebrochenen Materials eine wichtige Rolle spielte. So wurden einige Bauern zu reinen Fuhrunternehmern, die das Gestein vor allem zum Neckar brachten.
Durch die Steinbruchindustrie vervielfachte sich die Einwohnerzahl Dossenheims, von etwa 800 im Jahr 1800 auf ungefähr 3000 im Jahr 1900. Sogar Wanderarbeiter aus Österreich, Italien und der Schweiz zog es um die Jahrhundertwende in den Ort.
Die Selbstverwaltung des Gesamtbetriebs durch die Gemeinde dagegen erwies sich nicht als erfolgreich. Die Steinbrüche veralteten technisch stark gegenüber denen an anderen Orten, Innovationen wurden lange Zeit erschwert. Auch um die Arbeiter kümmerte man sich wenig. Vielfach wurden Wirtshausexzesse und sonstiger ungehemmter Alkoholkonsum gerügt. Kinderarbeit bis zum 13. Lebensjahr war seit 1891 nicht mehr erlaubt, die Gemeinde untersagte sie jedoch erst nach mehrmaligem Drohen des Bezirksamtes. Da es viele Pächter gab, machten sie sich gegenseitig Konkurrenz, was wenig effektiv war. Das Gleiche galt für die Fuhrleute. Diese schlossen sich jedoch nach einiger Zeit zusammen, womit sie zunächst eine Monopolstellung erlangten.

### Veränderungen durch Leferenz
Zu der schlechten Selbstverwaltung erwuchs der Gemeinde Ende des 19. Jahrhunderts auch ein Problem durch private Konkurrenz: Im Jahr 1882 kauften die in der Region tätigen Unternehmer Gebrüder Leferenz mit ihrem Tief- und Bahnbauunternehmen ein großes Gelände am Westhang des Hohen Nistlers und ein Gebiet an der Bergstraße mit einem Verbindungsstreifen dazwischen. Das Ziel der Unternehmer war eigentlich, eine Sekundärbahn von Heidelberg nach Schriesheim zu bauen und diese später eventuell zu erweitern. 1883 erhielten sie schließlich auch die Konzession, sogar mit der Option, die Strecke bis nach Weinheim zu führen. Wegen ihrer finanziell schlechten Situation unterbreiteten die Gebrüder der Gemeinde einen Vorschlag: So sollte von ihrem Unternehmen auf eigene Kosten eine Verbindungsbahn zwischen Gemeindesteinbruch und Bahn hergestellt werden, die nach 20 Jahren Eigentum der Gemeinde werden würde. Als Gegenleistung sollte sich die Gemeinde verpflichten, in Zukunft das gebrochene Material nur über die Bahnstrecke der Gebrüder Leferenz nach Heidelberg zu transportieren. Falls der Vorschlag angenommen werden sollte, würde Leferenz sich verpflichten, selbst keinen Steinbruch zu betreiben. Da die Steinfuhrleute ihre Arbeit bedroht sahen, entschied sich die Bürgerausschusssitzung unter deren Druck knapp gegen den Vorschlag der Gebrüder. Daraufhin verwandte die Firma all ihre Mittel auf den Bau des Steinbruchbetriebes; so wurde eine Verladestation an der Bergstraße errichtet und zum Bruch eine Seilbahn in Betrieb genommen. Die Nebenbahnstrecke konnte danach allerdings nicht mehr verwirklicht werden.
Dieser zweite große Betrieb, der deutlich moderner und effizienter als der Gemeindesteinbruch war, machte der Gemeinde starke Konkurrenz, weshalb sie gewaltige Schulden aufnehmen musste, um ihr eigenes Werk zu modernisieren. Die Eröffnung des Schriesheimer Porphyrbruchs Edelstein am Ölberg im Jahr 1900 bereitete der Gemeinde weitere Probleme. Der Ort war mit den nunmehr zwei Betrieben insgesamt noch stärker von der Steinbrucharbeit geprägt; Dossenheim wurde zu dieser Zeit oftmals „Steinbrecherdorf“ genannt. Zur Zeit des Ersten Weltkrieges waren über 400 Menschen in der Steinbruchindustrie tätig, etwa 15 Prozent der damaligen Bevölkerung.
Durch die Modernisierungsarbeiten der Gemeinde wurde auch neues Gebiet erschlossen: 1891 wurde der Schlossbruch eröffnet, dem ein Teil der Ruine Schauenburg zum Opfer fiel. 1897 beschloss die Gemeinde dann eine grundlegende Modernisierung, um den Fortbestand des Betriebes zu sichern. Vom Hauptbruch und vom Schlossbruch wurde je eine Drahtseilbahn gebaut, die beide zu einem neu errichteten Werk an der Bergstraße führten. In der Verladestation und in den Steinbrüchen wurden modernere Maschinen eingesetzt, die durch eine Dampfmaschine betrieben wurden. Ab 1904 versorgte diese sogar den Ort mit Strom. 1899 erhielt das Verladewerk nun doch einen Gleisanschluss zur dort verlaufenden Eisenbahn. Das Leferenz’sche Werk besaß diese Anbindung schon seit der Eröffnung der Bahn im Jahr 1890; die Gebrüder Leferenz hatten im Jahr 1887 ihre Konzession an den Unternehmer Hermann Bachstein verkauft, der die Bahn als Schmalspurbahn schließlich doch hatte bauen lassen.
1906 erfolgte eine weitere Verbesserung im Transport, durch die Errichtung einer direkten Güterbahn von Schriesheim über Dossenheim zum Güterbahnhof Heidelberg durch die Süddeutsche Eisenbahngesellschaft (SEG).

### Die Privatisierung des Gemeindebetriebs

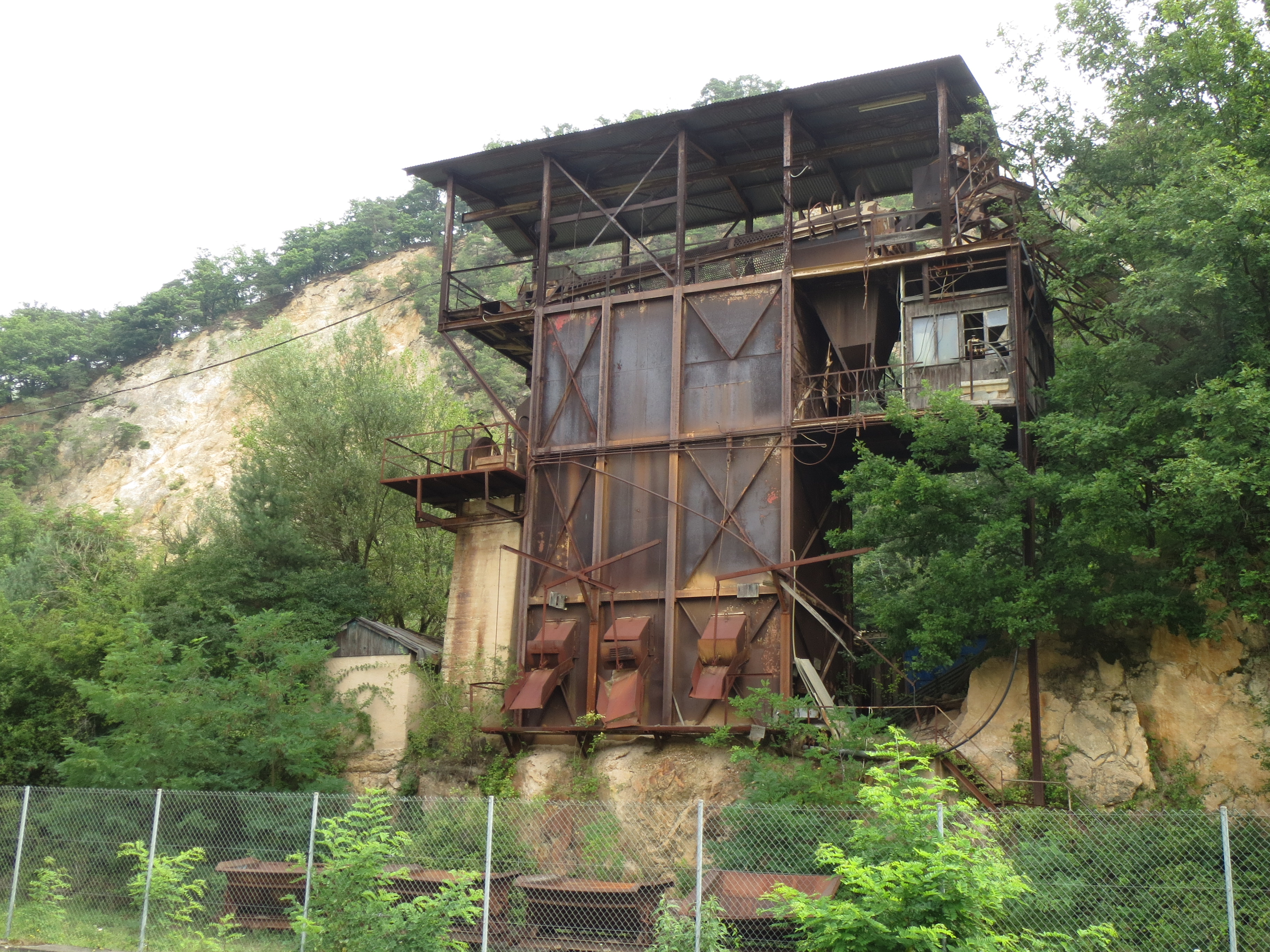
Ein alter Brecher im Steinbruch Leferenz

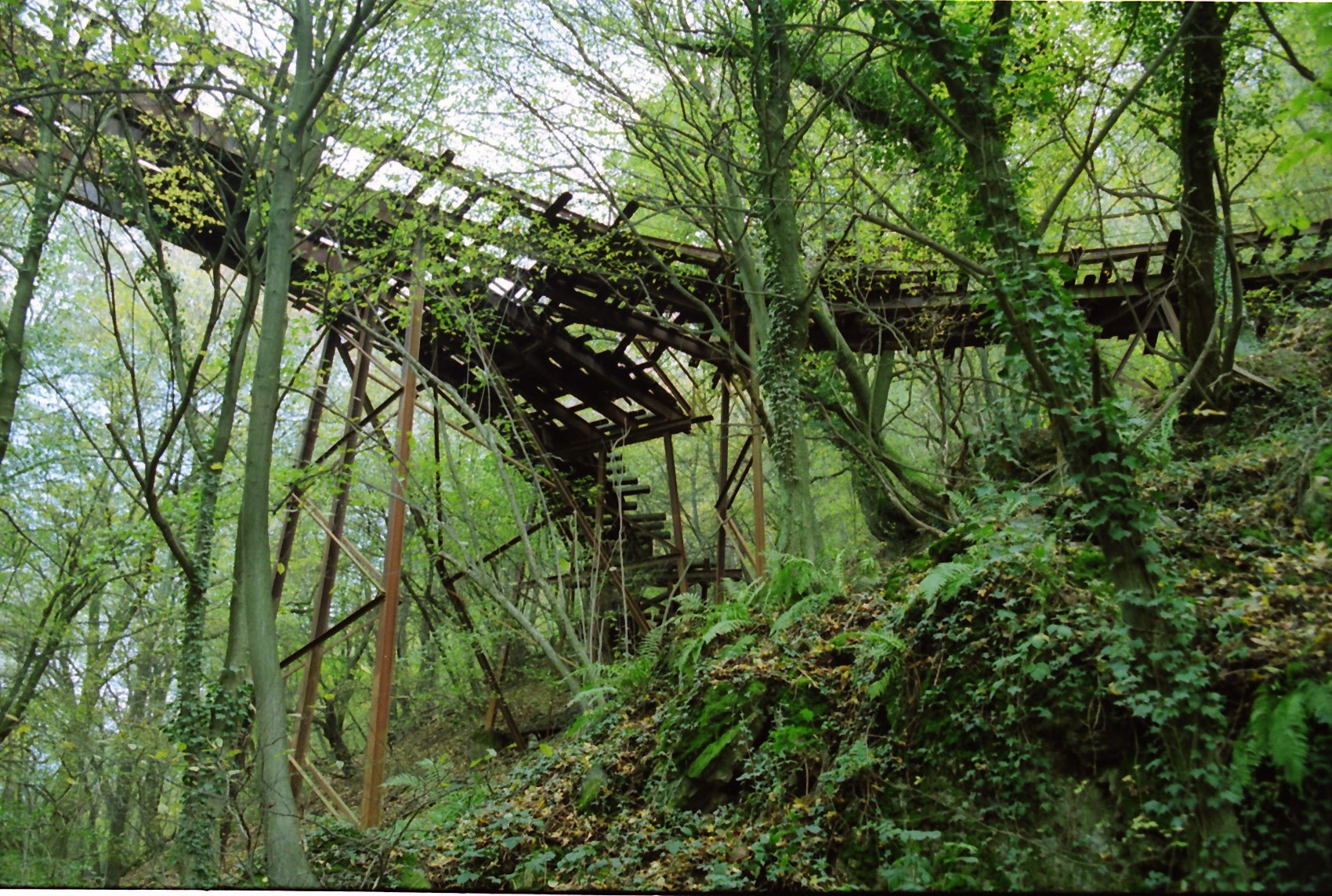
Lorenbahn, die unter anderem den Kirchbergbruch mit dem Vatter-Werk verband; sie wurde schon in den 60ern stillgelegt und vor ein paar Jahren abgebaut

Trotz dieser vielen Maßnahmen ging es dem Gemeindewerk weiterhin schlecht, die Schuldenlast betrug im Jahr 1905 etwa 330.000 Reichsmark. Auch aus diesem Grund wurden die Gemeindesteinbrüche zum 1. Januar 1908 in staatliche Verwaltung überführt, nachdem die Gemeinde mehrmals dazu gedrängt worden war, und die Verhältnisse besserten sich. Zuständig war nun die Wasser- und Straßenbaudirektion Karlsruhe.
Die Steinbrüche erlebten in der darauffolgenden Zeit nochmals einen Aufschwung. 1913 war Dossenheim mit einer Jahresproduktion von 184.000 Kubikmetern das größte Porphyrwerk in Baden, es beschäftigte rund 280 Arbeiter. Doch beim Auslaufen des Pachtvertrages hatte Karlsruhe kein Interesse mehr an einer Weiterführung des Betriebs, auch weil es Streit mit der Gemeinde gab. Als neuer Pächter wurde der Unternehmer Hans Vatter aus Mannheim gefunden. Die wirtschaftlich schlechte Situation und ein großer Brand im Hauptbruch 1929 waren schlechte Bedingungen für den Betrieb, allerdings konnten die Anlagen zu dieser Zeit auch erneuert werden.
Ab dieser Zeit wurde im Zuge der Modernisierung auch die Arbeiterzahl verringert, im Werk Vatter zum Beispiel von 180 im Jahr 1928 auf 105 fünf Jahre später. Die Produktion konnte allerdings in dieser Zeit leicht ausgebaut werden, von 142.000 Tonnen im Jahr 1930 auf etwa 172.000 im Jahr 1950 (Werk Vatter). Ab dem Zweiten Weltkrieg veränderte sich der Abtransport, die Motorisierung des Verkehrs führte dazu, dass sich der Gütertransport wieder mehr auf die Straße verlagerte. Im Jahr 1966 wurden nur noch rund 5 % der Güter über die Bahn transportiert. Im Jahr 1971 wurde der regelmäßige Güterverkehr auf der Oberrheinischen Eisenbahn durch die OEG eingestellt, so dass die Güter nur noch per LKW abtransportiert wurden. Das veranlasste die Gemeinde dazu, das Werk Leferenz zu bitten, die Verladestation und die dortigen Anlagen von der B 3 in den Steinbruch zu verlegen, es gab zusätzlich Bebauungspläne für dieses Gebiet. Der Leferenz-Betrieb setzte dies um: Die Seilbahn wurde abmontiert – an ihrer Stelle befindet sich heute teilweise die Friedrich-Ebert-Straße – und die Anlagen mit Verladewerk, Hauptbrecher etc. wurden in die Steinbruchseinfahrt gesetzt. Das Verladewerk Vatter blieb an der B 3.

### Schließung der Steinbrüche und Folgenutzung

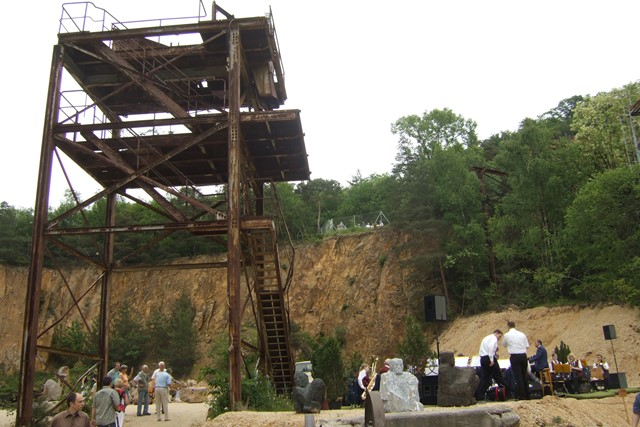
Der Steinbruch Leferenz, während der Eröffnungsfeier 2009 (zugänglich für die Öffentlichkeit)

Die Steinbrüche sahen sich in den sechziger Jahren zunehmend mit Finanzproblemen konfrontiert, da die Verkaufspreise für Porphyr nicht in dem Maße stiegen wie die Ausgaben. Insgesamt verlor die Steinbruchindustrie an der Bergstraße an Bedeutung: Durch die Rationalisierung arbeiteten viel weniger Leute in den Steinbrüchen, neue Wirtschaftszweige nahmen an Bedeutung zu. Auch diese zunehmenden Geldprobleme veranlassten schließlich das Werk Leferenz zur Schließung im Jahr 1985. Die Firma Vatter konnte den Abbau vorerst fortsetzten.
In den neunziger Jahren gab es dann allerdings zunehmenden Protest innerhalb Teilen der Bevölkerung Dossenheims gegen den stark voranschreitenden Porphyrabbau. Der Steinbruch Vatter schloss sein Werk schließlich 2002.
Die großen stillgelegten Steinbruchareale ließen die Frage über eine Folgenutzung laut werden. So beschloss die Gemeinde, den Steinbruch Leferenz der Öffentlichkeit zugänglich zu machen, ihn teilweise für Vereine freizugeben und an bestimmten Stellen zu rekultivieren; dafür wurde er zum Teil wieder verfüllt. Im Mai 2009 konnte der Steinbruch schließlich für die Bevölkerung geöffnet werden. Ein Großteil des Bruchs ist damit das ganze Jahr über zugänglich, der Kernbereich mit den meisten Maschinen, alten Anlagen und einer Feldbahn ist nur an bestimmten Tagen im Jahr geöffnet, meist einmal alle ein bis zwei Monate im Sommer. Der Steinbruch ist nun Knotenpunkt vieler Wanderrouten und Teil des Naturparks Neckartal-Odenwald.
Auf dem Gelände des Vatter-Bruchs werden derzeit (2014) verschiedene Arbeiten durchgeführt, es ist nicht zugänglich.

## Natur

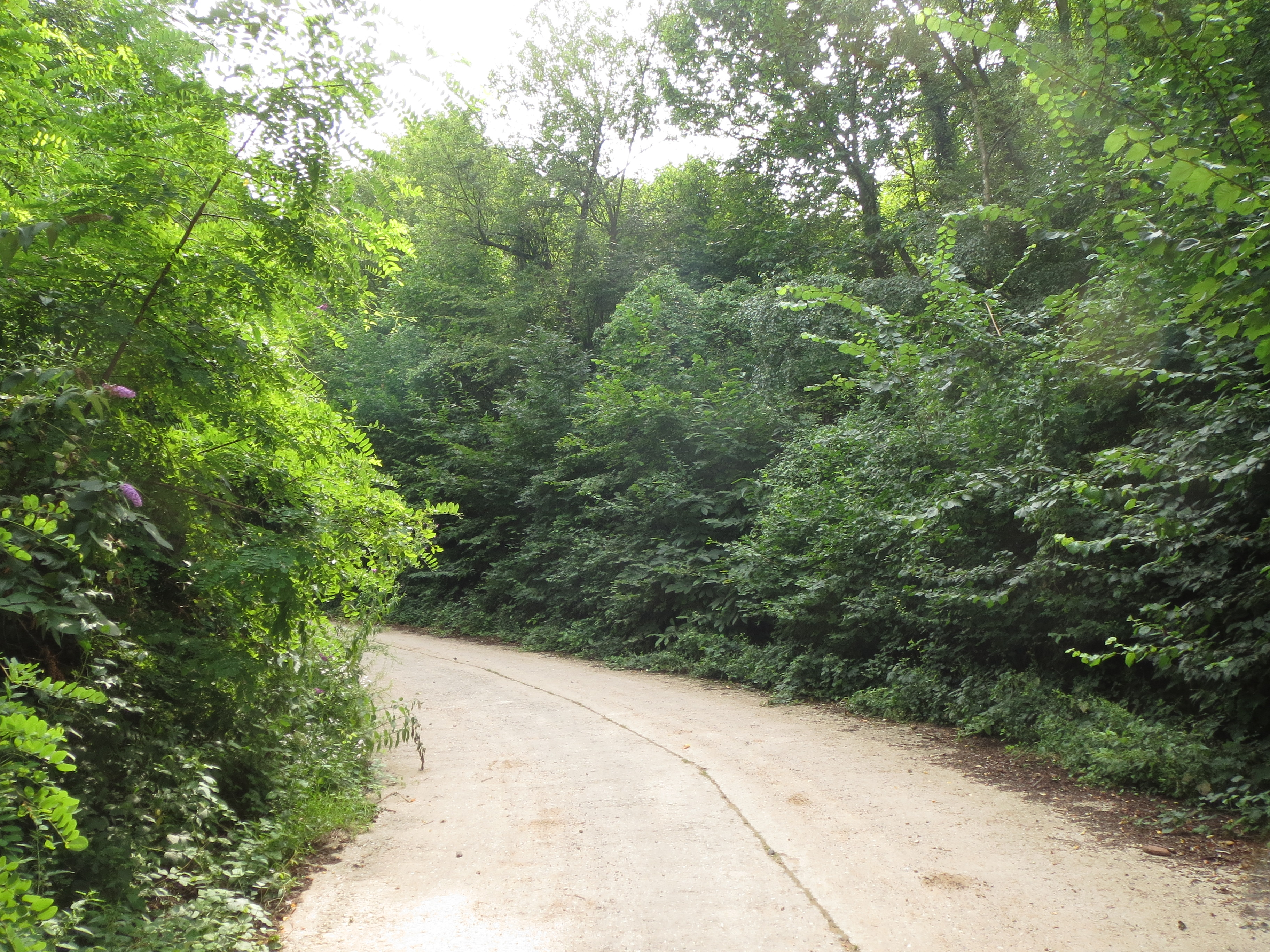
Ein Weg durch einen stark zugewachsenen Teil des Leferenz-Bruchs

In allen Steinbrüchen erobert die Natur das Gebiet langsam zurück. Dies ist am meisten in denjenigen Porphyrbrüchen fortgeschritten, die am längsten stillgelegt sind. Steinbruchgelände sind generell für viele Tierarten interessant, auch da sich hier stehende Gewässer bilden können, die andernorts, zum Beispiel in Flussauen oder Tümpeln, schwinden.
Zoologisch interessant ist vor allem der Steinbruch Leferenz. In diesem Bruch wurden absichtlich Stellen rekultiviert und verfüllt. Dadurch ist der Bruch zur Heimat vieler bedrohter Arten geworden, von denen vor allem die auf der Roten Liste stehende Gelbbauchunke bemerkenswert ist. Im Steinbruch trifft man auch viele Vogelarten an, die die schroffen Felswände als Brutstätten nutzen können.

## Bildergalerie

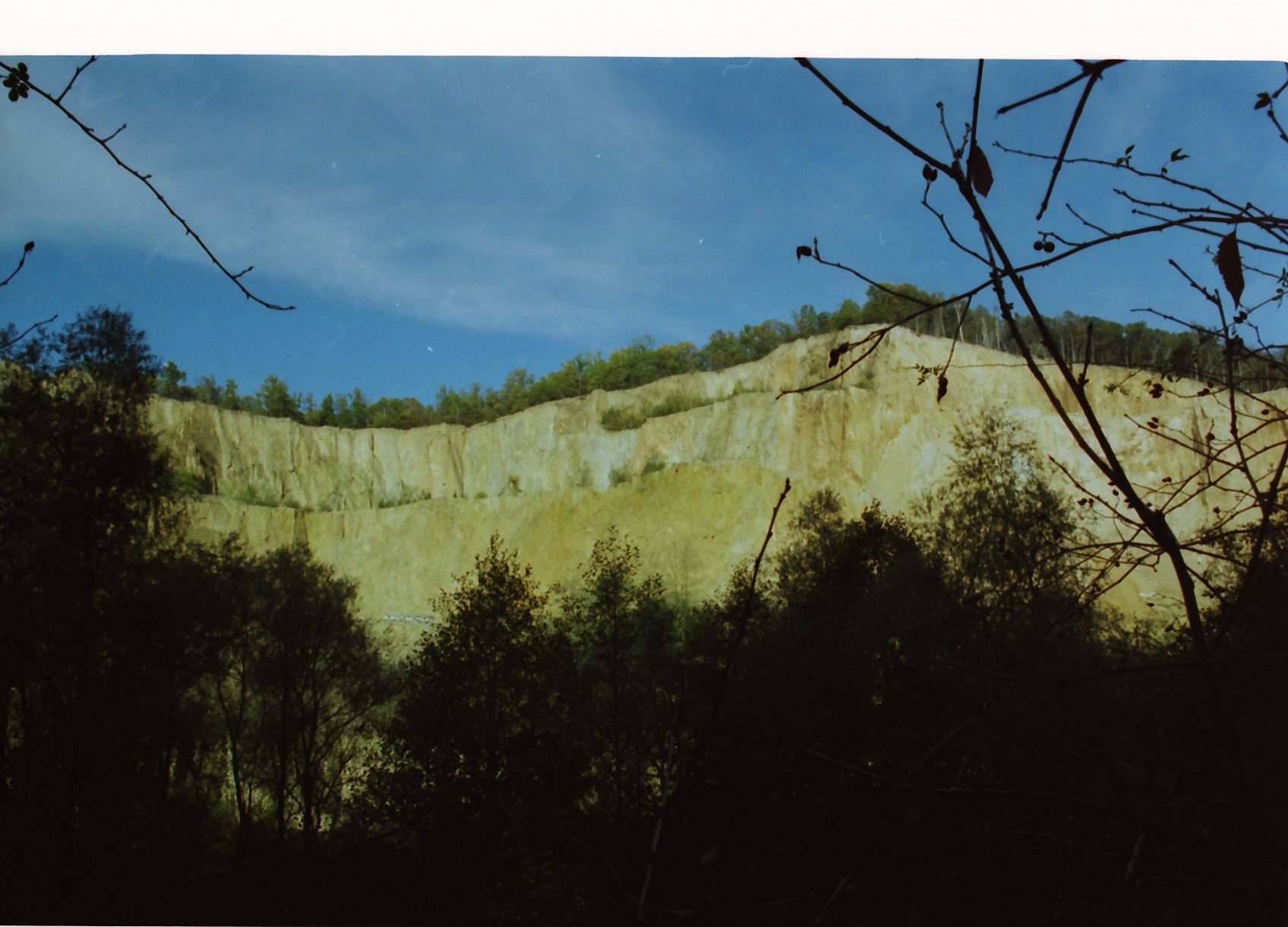
Der Steinbruch am Sporenberg (Vatter), noch während des Betriebes, die Sicht ist noch nicht zugewachsen und die Wände sind frisch
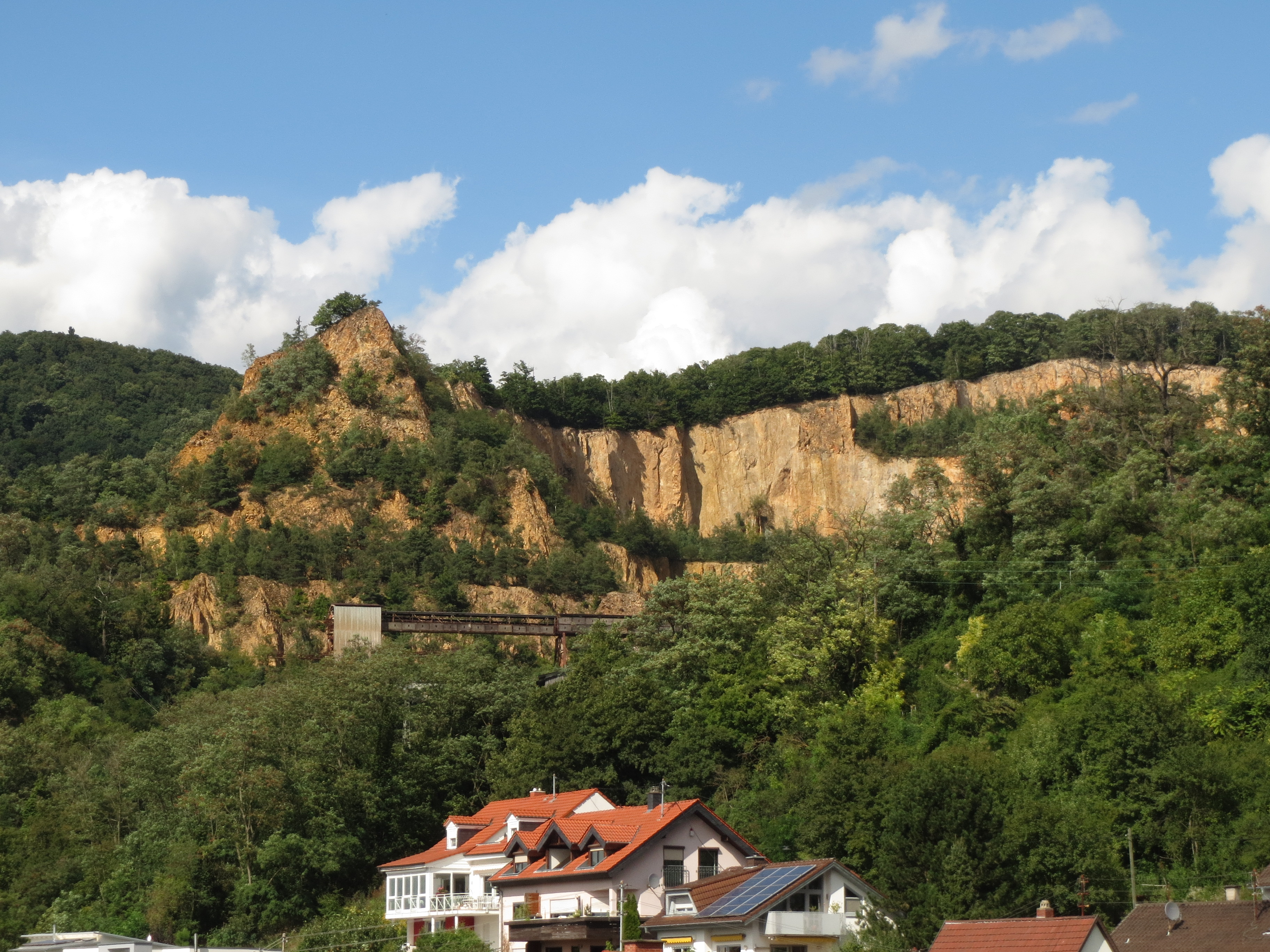
Der Steinbruch Vatter, von Süden her gesehen
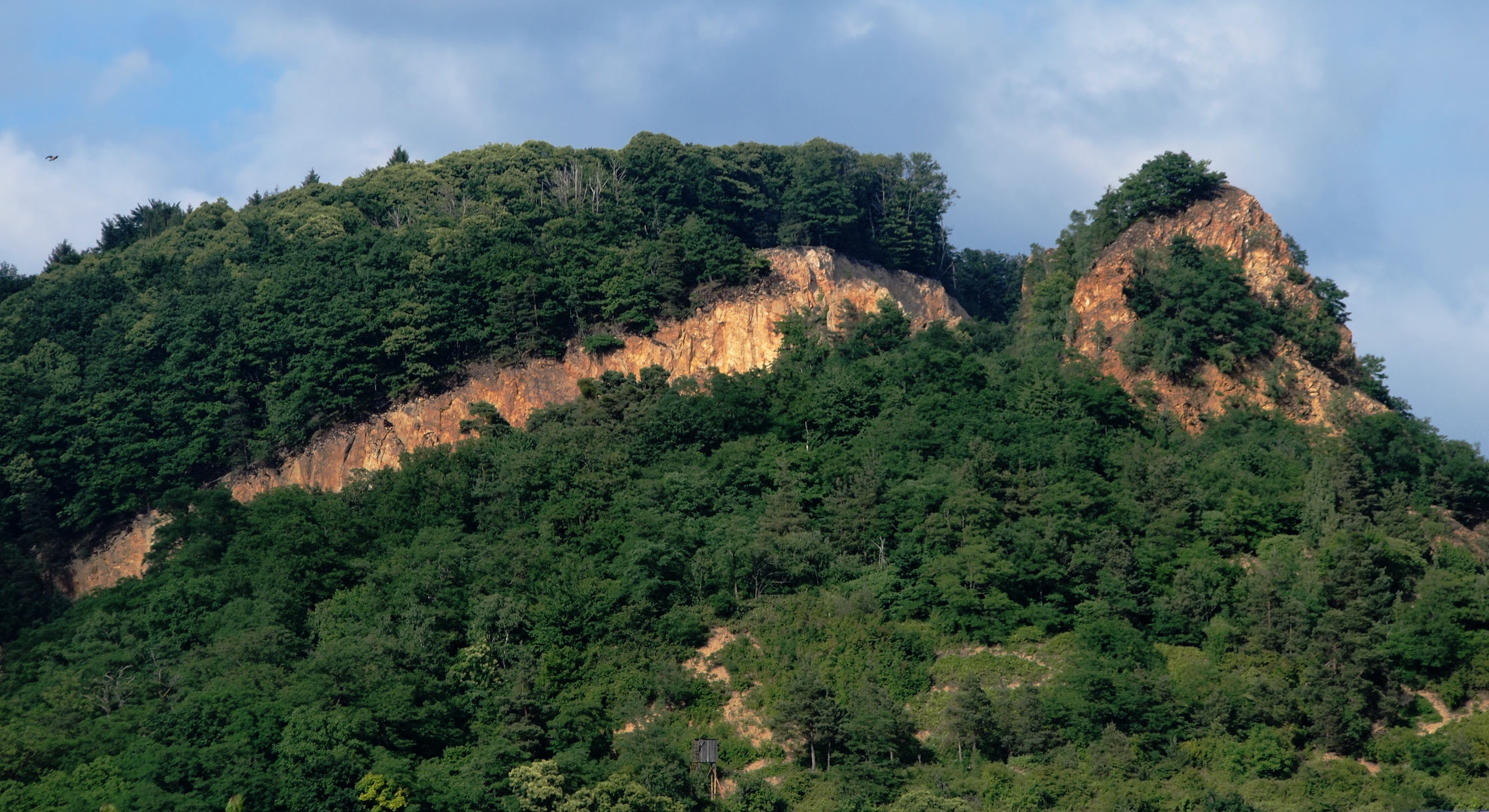
Der Steinbruch Vatter, von Westen her gesehen
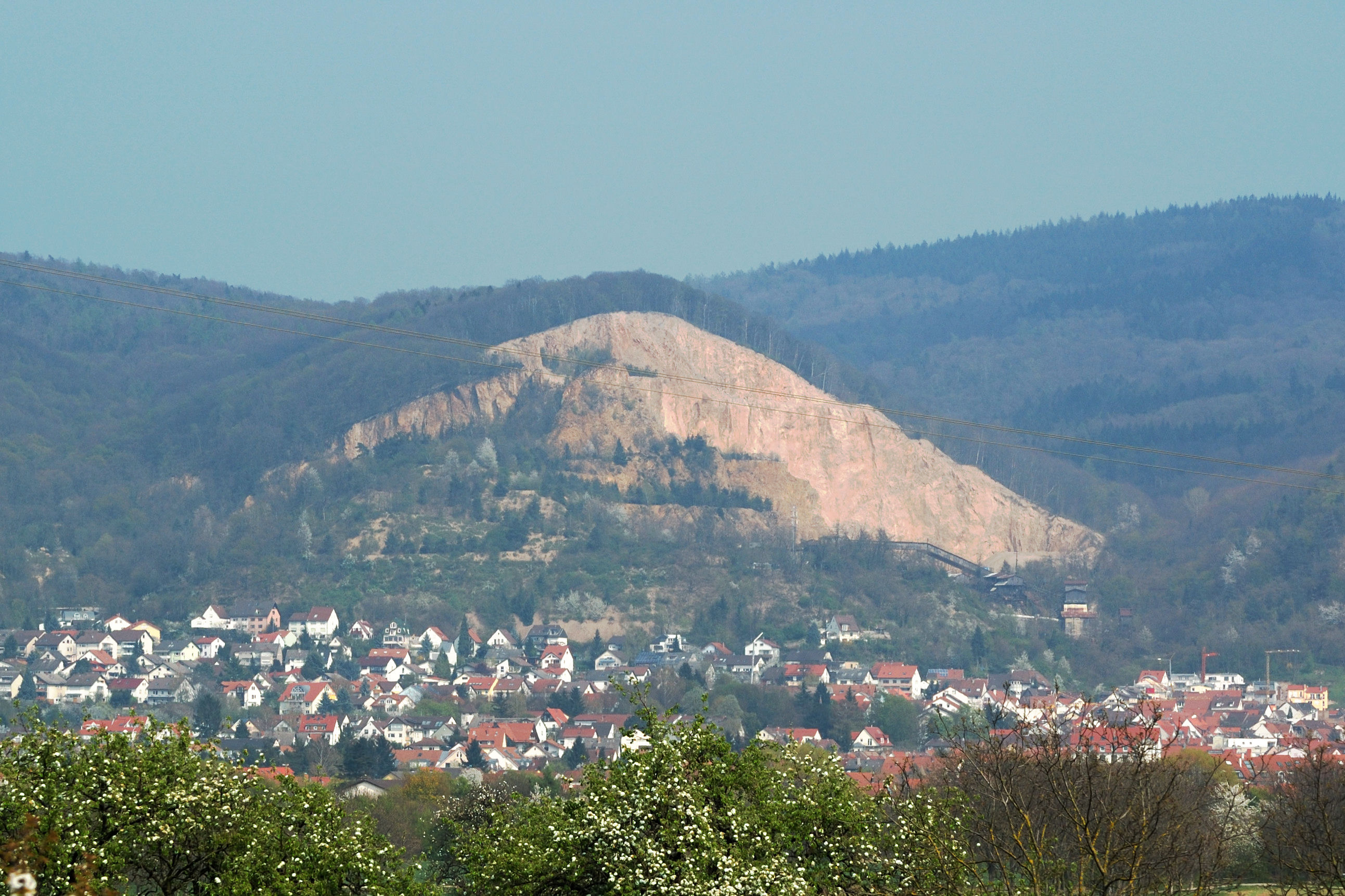
Der Steinbruch am Sporenberg, Blick von der A5
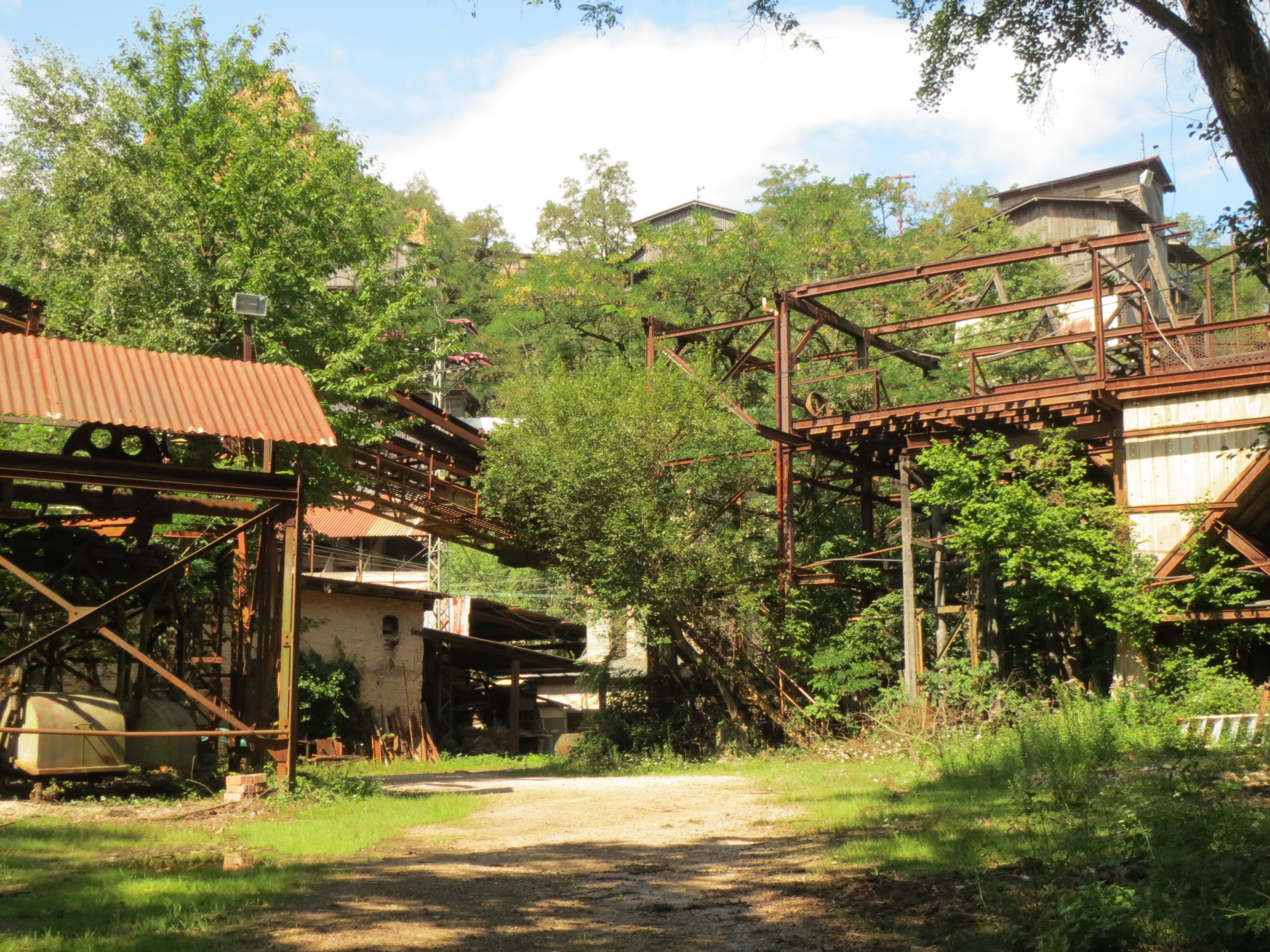
Die stillgelegten Anlagen im Werk Vatter (links sieht man noch das Ende der früheren Seilbahn)
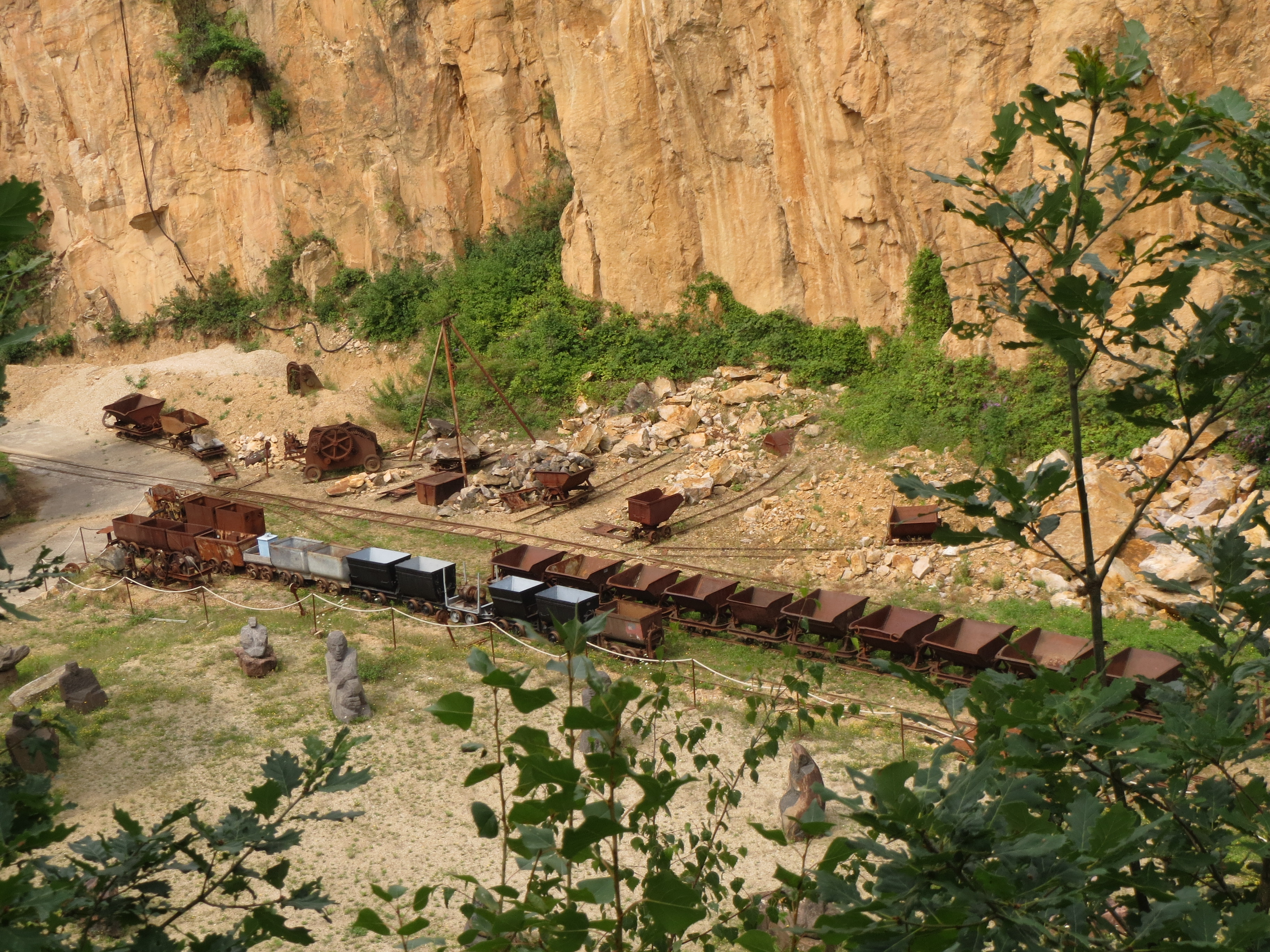
Die Feldbahn im Steinbruch Leferenz
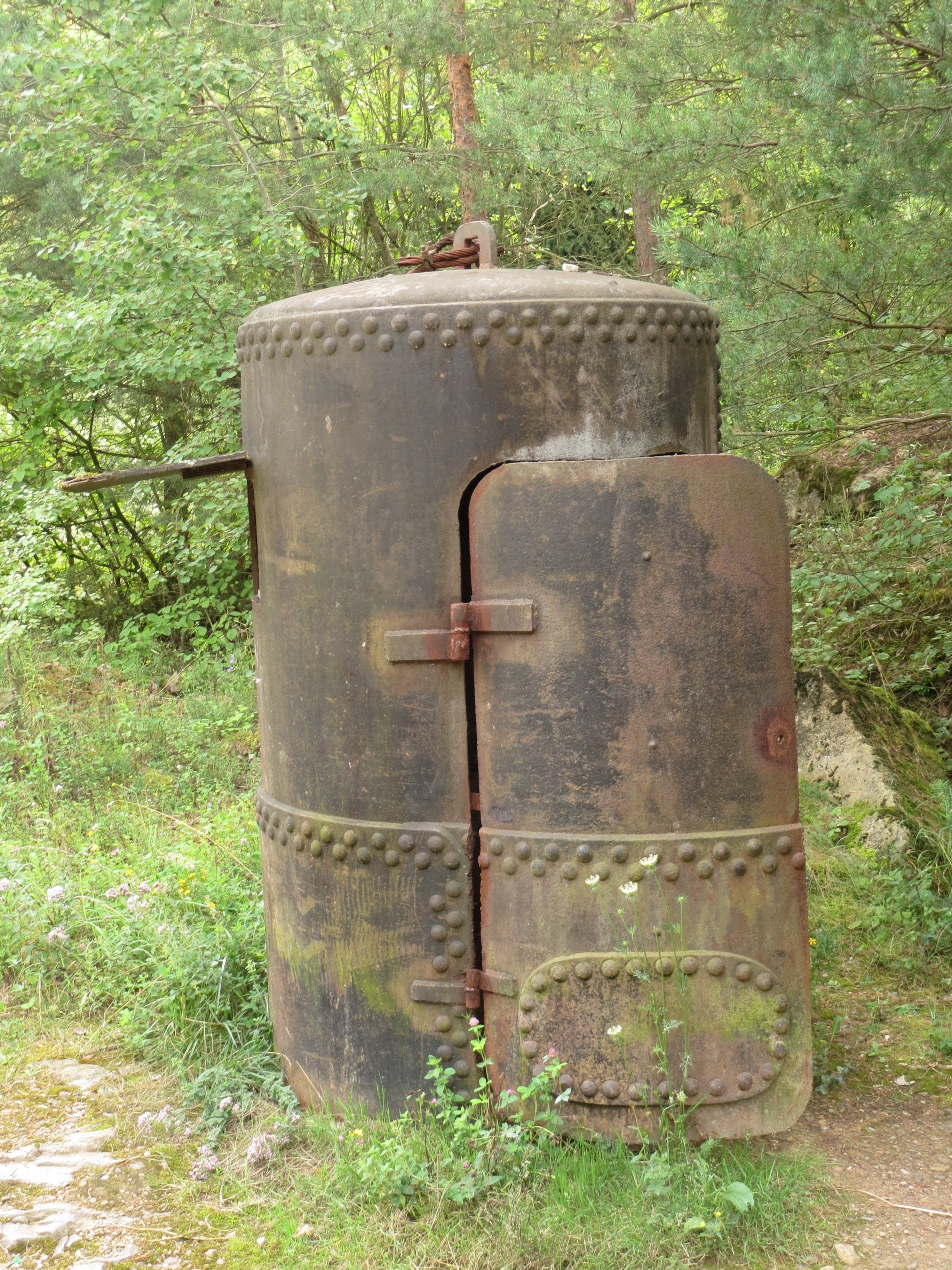
In solchen Unterständen schützten sich die Arbeiter während Sprengungen
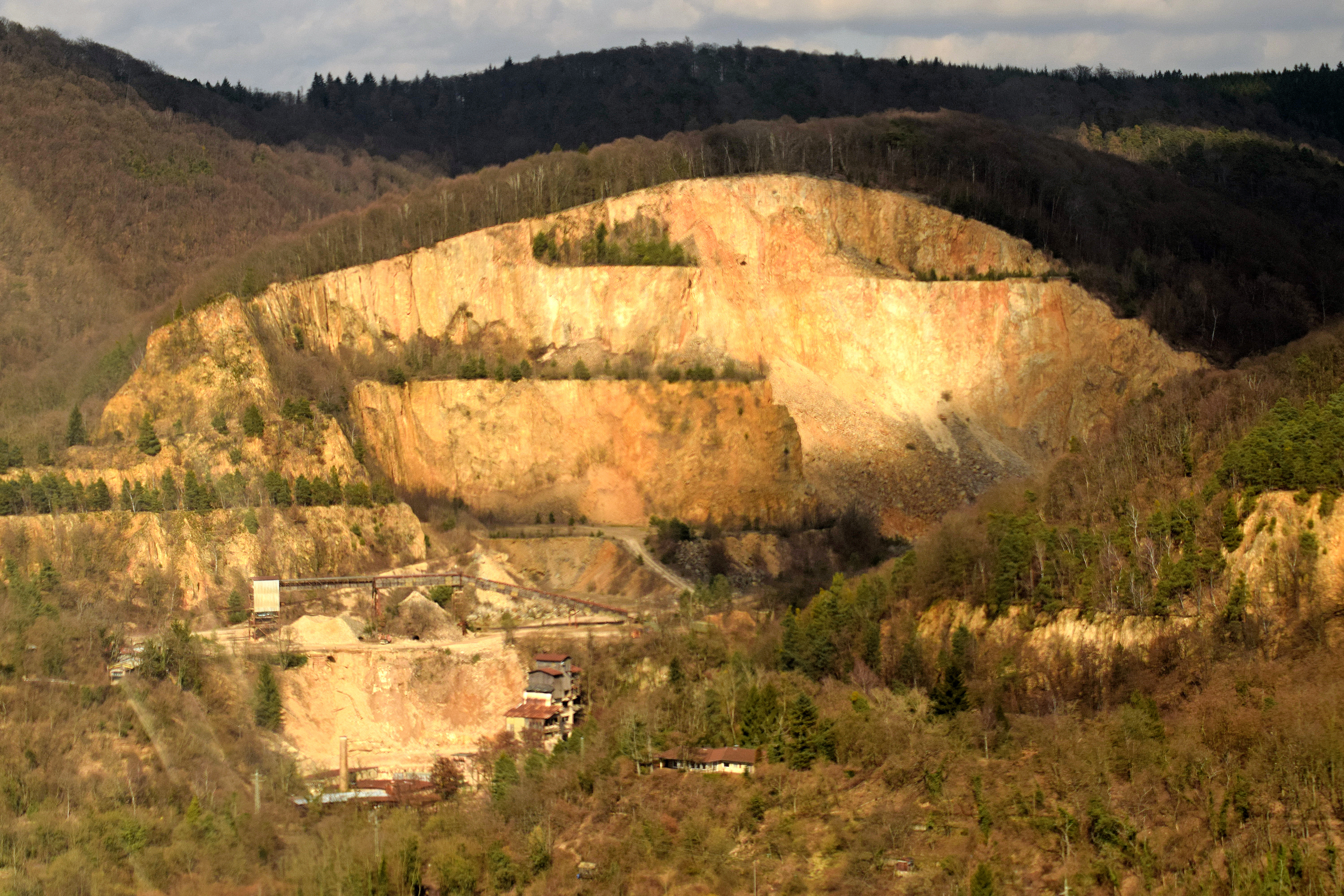
Dossenheim Steinbruch Sporenberg von einem Tragschrauber aus fotografiert